# Apple A5
Apple A5 — двоядерний 32-бітний мікропроцесор компанії Apple із серії Apple Ax, побудований за принципом PoP (Package on package). Являє собою систему на кристалі (SoC).

## Опис
Розроблений Apple A5 як заміна процесора Apple A4. Виробляється на фабриках компанії Samsung.
Був представлений 2 березня 2011 разом з випуском iPad 2.
А5 містить два основних ядра з модифікованою архітектурою ARM Cortex A9, що працюють на частоті 0,8 — 1 ГГц, і графічний співпроцесор PowerVR SGX 543MP2 (200 МГц), який у 9 разів потужніший графічного ядра PowerVR SGX 535, використовуваного в попередньому процесорі Apple A4.
Apple, стверджує, що процесор до двох разів швидше, ніж A4.

## Виробництво
Процесор виготовляється компанією Samsung на заводі S2 в місті Остін (штат Техас). Для виробництва цього чипа використовуються практично всі потужності заводу (крім лінії з виробництва пам'яті).
Існує три покоління процесорів даної моделі, виконані за різними технологічними нормами і позначаються різними кодами:
- S5L8940 (45 нм двоядерний А5): iPhone 4S і iPad 2.[7] Площа чипа 122,2 мм2[8], мікрозбірка PoP з процесора і оперативної пам'яті.
- S5L8942 (32 нм двоядерний А5): Apple TV (3-тє покоління), iPad 2 (оновлений варіант «iPad 2,4» — анонсовані 7 березня 2012), iPad Mini[9] а також iPod Touch 5-го покоління. В Apple TV одне ядро чипа вимкнене.[10] Новий А5 приблизно на 41 % менше попереднього, його площа дорівнює 69,6 мм².[11] Мікрозбірка PoP з процесора і RAM.
- S5L8947 (32 нм одноядерний А5): використовувався у ревізії Apple TV (3-го покоління) з січня 2013 року

## Використання
Першим пристроєм, що використовує процесор Apple A5, став розроблений компанією Apple інтернет-планшет iPad 2, презентація якого відбулася 2 березня 2011.
Пристрої, що використовують процесор Apple A5:
- iPad 2 (45 нм) — з березня 2011 по березень 2014
- iPhone 4S (45 нм) — з жовтня 2011 по вересень 2014
- Apple TV 3-го покоління (32 нм) — з березня 2012 по січень 2013
- iPad 2 (32 нм) — з березня 2012 по березень 2014
- iPod Touch (5-го покоління) (32 нм) — з жовтня 2012 по липень 2015
- iPad mini (1-го покоління) (32 нм) — з листопада 2012 по червень 2015
- Apple TV 3-го покоління (ревізія) (одноядерний 32 нм) — з січня 2013 по жовтень 2016